# Poedelpointer
De poedelpointer is een hondenras afkomstig uit Duitsland. Het ras is gefokt als jachthond, met het speciale doel een zweetspoor van roofwild te kunnen volgen, maar ook als vogelhond. Daarvoor werd voor het fokken van het ras gebruikgemaakt van de Engelse pointer en de Franse poedel.

## Geschiedenis
De poedelpointer is in 1881 gecreëerd door de Duitse kynoloog baron von Sedlitz, hij wilde de perfecte draadharige vogelhond creëren. Het ras zou zowel in het water als op het land en voor en na het schot effectief moeten zijn. Voor het fokken van het ras zijn 7 poedels en bijna 100 pointers gebruikt. De originele reu was Tell, de pointer van Frederik III van Pruisen en de originele teef was Molly, waarvan de Duitse auteur Hegewald de eigenaar was.

## Uiterlijk
De vacht van de poedelpointer is matig lang en dicht, meestal bruin van kleur maar zwart kan ook. Een volwassen reu is ongeveer 64 centimeter hoog, een volwassen teef ongeveer 59 centimeter en ze wegen gemiddeld 32 kg. De poedelpointer heeft een robuust lichaam met brede schouders en lange poten.
Bracco italiano ·
Braque d'Auvergne ·
Braque de l'Ariège ·
Braque du Bourbonnais ·
Braque Dupuy ·
Braque français ·
Braque Saint-Germain ·
Český fousek ·
Drentsche patrijshond ·
Duitse staande hond (draadhaar) ·
… (korthaar) ·
… (langhaar) ·
… (stekelhaar) ·
Engelse setter ·
Épagneul bleu de Picardie ·
Épagneul breton ·
Épagneul de Pont-Audemer ·
Épagneul français ·
Épagneul picard ·
Gammel dansk hønsehund ·
Gordon setter ·
Griffon Boulet ·
Griffon Korthals ·
Grote münsterländer ·
Ierse setter ·
Kleine münsterländer ·
Perdigueiro de Burgos ·
Perdigueiro português ·
Poedelpointer ·
Pointer ·
Slovenský hrubosrstý stavač ·
Spinone italiano ·
Stabij ·
Vizsla ·
Weimarse staande hond